# ルパン三世 (架空の人物)
ルパン三世（ルパンさんせい）は、モンキー・パンチの漫画作品およびそれを原作とするアニメ『ルパン三世』シリーズに登場する主人公である架空の人物。

## 概要
怪盗アルセーヌ・ルパン（モーリス・ルブランの小説・『アルセーヌ・ルパン』シリーズに登場する主人公）の孫 であり、祖父と同様、卓越した技量を持った大泥棒である。作中で「アルセーヌ」をファーストネームとして自ら名乗ったことは一度もない。二世、三世などは苗字にかからない（ファーストネームないしフルネームに付く）ため、アメリカ合衆国で発売された英語版DVDでは「Arsène Lupin III」が本名となっている。フランス語版では本家ルパンとの著作権問題を避けるために「エドガー」と名前が変更され、タイトルも『探偵泥棒エドガー』となっている。
『ルパン三世 PART5』第１話冒頭にて、パソコン画面上のルパンのプロフィールおよび手配書に Present Family name: Lupin, Forename: Arsène と表記され、本編中で初めてルパンの名前が Arsène Lupin であるとする描写が登場した。ただし作中では「本名不明」とも言っており、それが本名であるのか通り名であるのかはわからない。

### 原作でのルパン三世
怪盗アルセーヌ・ルパンの孫で、少年時代に祖父が死去し、遺産として「盗術」という著作を授かる。その後盗みと殺人のテクニックを習得し、世界的な犯罪者となる。第11話「健在!！ルパン帝国」にて、北海道浜中町にあるルパン帝国で、幼馴染の次元大介と再会。以後、相棒として行動を共にする。モンキー・パンチの最初の考えでは、あまりの怪盗ぶりゆえに、愛称として世間で「ルパン三世」と呼ばれているという設定だったが、担当編集者から「そんな面倒臭い設定にするな」と言われ、わかりやすく「アルセーヌ・ルパンの孫」という設定になった。
一般的にはモンキー顔で細長い顔と、しゃくれた顎に短髪、もみ上げが特徴的である。ただし、若いころは髪を伸ばしており、原作漫画の第37話～40話、『TV第2シリーズ』第50話「私が愛したルパン（前編）」では長髪姿のルパンがそれぞれ登場している。
原作漫画『ルパン三世 新冒険』『新ルパン三世』では、通常素顔とされている顔も変装であり、性別不明、声も偽装とされており、本当の顔は誰も知らない。本当の顔にまつわる話は何度か描かれているが、本当の顔が明確に描かれたことは一度もない。正体不明、変装の名人という設定は「長く描いているうちに顔が変わることもあるだろう」というモンキー・パンチの意図から生まれている。ただし、何度か逮捕収監されている際に変装や素顔が露見しなかった理由は説明されていない。

### アニメでのルパン三世
大半の作品では原作同様、アルセーヌ・ルパンの孫という設定が使われている。ただし、作品が公開された時期に生きているという設定になることが多いため、1990年以降の作品では年齢的な問題から孫ということに関して言及されることは少なくなった。また、脚本家の三井秀樹はルパンが他の孫を探しに行くストーリーを書き上げたところ、「ルパンはアルセーヌ・ルパンの孫ではない」と放送局サイドの意向で没になったことを後に明かしている。性別はほとんどの作品では男として扱われるが、稀に性別不明と扱われることもある。
長年に渡って制作されているゆえに数々のアニメーターが作画を担当しており、上述の基本は守られているもののキャラクターデザインは作品ごとに大きく異なる。OVA『GREEN vs RED』のオープニングでは「同じルパンなのに皆顔が違う」という旨の台詞で歴代テレビシリーズ・劇場・OVA作品のルパンが次々登場する。また、2011年からアニメ化40周年を記念して各地で開催されている「ルパン三世展 〜This is the world of Lupin the 3rd〜」ではパイロット版から時系列順にルパンの顔を並べたパネル展示が行われた。
『TV第2シリーズ』以降、初代担当声優だった山田康雄が独特の節回しやアドリブを多用し、制作も彼がルパンを演じることを大前提とした体制に変化して 山田の個性がルパンのキャラクターに反映されたため、原作とやや異なるコミカルな存在となっている（詳細は「山田康雄#ルパン三世」を参照）。また、山田の後任となった栗田貫一も、基本的には山田が確立させたルパン像を踏襲してルパンを演じている（詳細は「栗田貫一#ルパン三世・山田康雄との関係」を参照）。
服装はジャケットにネクタイが定番。ジャケットの色は作品によって変わっており、シリーズを識別する目印となっている。
- 緑[注 8]（『TV第1シリーズ』・『PART6』など）
- 赤（『TV第2シリーズ』・テレビスペシャルなど）
- ピンク（『PARTIII』など）
- 青（『TV第4シリーズ』・『PART5』など）[注 9]

これ以外では白（『ルパン三世 トワイライト☆ジェミニの秘密』）、黒（『ルパン三世 グッバイ・パートナー』）の着用例がある。下着は縞柄のトランクス。
容姿について、『TV第1シリーズ』第16話オープニングにおいて銭形警部がルパンを「容姿端麗」と発言しており、当初は美男子という設定であった。普段の顔も変装であるという原作の設定は、ルパンが「これは生まれつきのモンキー面」と自称する などアニメでは長らく出てこなかったが、『PART5』最終回にて、マスクを脱いで本当の姿を峰不二子に見せるシーンで初めて使われた。ただし、後ろ姿や影が差した形で描写されており、視聴者には本当の顔が見えない構図となっていた。なお、同作にある回想シーンではルパン襲名前からモンキー面をしていた。
劇場版『バビロンの黄金伝説』では頭髪の中に小型ボンベを仕込んでおり、カツラ着用であることをほのめかす描写が存在する。
『PART5』では、より謎に包まれた人物として描かれており、3代目アルセーヌ・ルパンの襲名をアルベール・ダンドレジーと競っていたが、彼がそれを放棄したためにルパンを襲名したという設定になっている。それゆえ、アルセーヌ・ルパンの血縁者なのかは不明であり、過去のTVシリーズやTVスペシャル、劇場版などでの設定と整合性が取れなくなっている。

## 人物
女たらしで三枚目。しかし本人は容姿に自信を持っているため、自分を誰よりもイケている男と勘違いしている節があり、そこを仲間達や銭形に突っ込まれる場合がある。しかし三枚目という設定が確立したのは『TV第2シリーズ』以降であり、上述の通り『TV第1シリーズ』では銭形がルパン三世のプロフィールとして「容姿端麗」と語っている。また、一人称は一貫して「俺」である。
愛嬌たっぷりの憎めない性格だが、抜け目のない狡知も持っている。

### 原作とアニメの相違
原作とアニメ・映画では性格が大きく異なる。原作では暴力や殺人もいとわず、性行為も頻繁に描写される。
アニメ版では基本的には弱い立場にいる人間の金には手をつけず、不必要な暴力及び殺人を避けている。「拳銃の1発目はいつも催眠弾である」と本人が語っている話や、催眠弾入りの銃と実弾入りの銃の2丁を携帯している 話もある。普段は市民は勿論、犯行の邪魔をする警察官や悪党であっても殺しはしないが、相手によっては原作と同様に躊躇なく殺す場合もある。性行為についてはテレビアニメの制約により描写されないだけで、性行為をほのめかす、あるいは臨もうとして未遂に終わる描写はしばしば見られる。

### 敵対者への対処
ルパンの敵対者への対処の仕方、特に殺しについては、作品によって大きく異なる。
『TV第1シリーズ』にて、石川五ェ門はルパンとの違いを、師匠の百地三太夫から「ルパンなら相手を殺すときにためらわない」と指摘されており、実際にルパンは百地三太夫をためらいなく殺しており、大泥棒だけでなく「世界一の殺し屋」ともされている。
『TV第2シリーズ』においては、銭形が「貴様（ルパン）に人殺しができんことぐらい、わしはよく知っとる」（第63話『罠には罠を』）と言っているように、自分の命を狙う殺し屋を除き、基本的に人殺しはしない。
『PART5』では第16話において警備兵を射殺するなど、人殺しはしないというポリシーは特に持ち合わせていない。
TVスペシャルでは、ルパン自らによる殺害シーンもいくつか存在する。特に『ルパン暗殺指令』では、自分や仲間を暗殺しようとしたキースを自らの手で射殺した。この時のキースはルパンたちの攻撃で深手を負っていたが、起き上がろうとしたことに気付いたルパンは、一切躊躇うことなく止めを刺して殺害するという冷酷な一面を見せている。同じくTVスペシャルの『ワルサーP38』では、かつて自分を裏切って殺そうとした元相棒で、本編での事件における黒幕でもあったドクターを射殺している。『天使の策略 〜夢のカケラは殺しの香り〜』では、劇中ラストで黒幕の組織の女ボス、スパイダー・エミリーを射殺している。
五ェ門は『TV第1シリーズ』当初は敵として登場したものの、第7話「狼は狼を呼ぶ」のラストシーンで五ェ門もルパンの仲間になる。しかし『TV第2シリーズ』第55話「花吹雪 謎の五人衆 前篇」で、白波五人衆が五ェ門を籠絡したことから、続く第56話「花吹雪 謎の五人衆 後篇」では白波五人衆の一員となった五ェ門に一騎討ちを挑まれ、ルパンは斬られて負傷する羽目にあった。だが五ェ門はその後、五人衆の真の狙いは自分を人質にしてルパンが今まで手に入れた宝を横取りすることであると知り、ルパンたちの前で、ルパンを負傷させた責任を取り切腹すると言い出したが、介錯を頼まれたルパンは「無抵抗のやつの首をはねても面白く無い」として、ルパンと五ェ門の殴り合いの喧嘩となった。

### 食通
ケーキやコース料理を一人で作れるなど、シェフ顔負けの高度な料理の腕前を持っている。『峰不二子という女』第8話では「ジャガイモのニョッキ、特製ボローネ風ラグーソース」という祖母ゆずりのレシピを再現している。また格別美食家というわけではないが、スープを一杯すすっただけで郷土料理であることを見抜く描写があり、味覚に関してもかなりの鋭さを持つ。

### 知能
盗みに関連してあらゆる知識に長けており、天才と言ってもいいほど（頭脳指数(IQ)300）だが、作中ではあまり言及されない。はっきり天才と言及された最初は、『TV第2シリーズ』第146話「ルパン華麗なる敗北」においてである。その一方でかなり間が抜けた所もあり、『TV第2シリーズ』第112話「五右ヱ門危機一髪」で、五ェ門が次元大介にルパンの弱点を聞かれた際は、「ルパンの弱点は、毛が三本少ないということだ」と返事している。

### 自尊心
アルセーヌ・ルパンの孫として非常に高い誇りを持っているが、時にそれが仇となって自ら窮地に立たされることもあり、特に他者に命を狙われる場面ではそれが顕著に出ている。例えば『TV第2シリーズ』第66話「射殺命令!!」ではICPOのビューティーがルパンの射殺命令で現れ、次元と五ェ門から、彼が使うコルト・パイソンとルパンのワルサーでは銃の性能差が大きすぎて勝ち目がないから逃げるように再三忠告されたにもかかわらず、「射殺命令が出たからと言っていちいち逃げているわけにはいかない」と結局プライドがそれを許さず耳を貸さなかった。結果、単身ビューティーに挑むも、銃の差から次第に追いつめられたルパンは、ビューティーが放ったダムダム弾によって射殺寸前の憂き目にあった。似た様なケースとして『TV第2シリーズ』第130話「ルパン対奇人二面相」では芸術家ムッシュ・ダレの芸術品が爆破され、この事件を担当するマグレ警部の「ルパンなど問題じゃない」という発言を自分への挑発と受け取り、峰不二子たちの協力を拒み単身マグレに変装してダレのアトリエに侵入したが、逆にマグレに睡眠薬をかがされ、ダレの工房に連れ去られて燻製にされ「人間風見鶏ルパン」なる芸術作品にされかけた。

### 偽装死
『TV第2シリーズ』第32話では殺し屋ピューマに命を狙われ、ルパンの前に一向に姿を表さないピューマに、正攻法では勝てないと判断したルパンが、葬儀屋と結託して仮死剤で死んだフリをしていた 。同シリーズ66話ではビューティーのダムダム弾に撃たれた直後にルパンは意識を失ったため、ビューティーの目を欺くことを考えた次元たちにより、それぞれルパンの葬式が執り行われる場面となった。
『1$マネーウォーズ』では、ナビコフの狙撃を受けてヘリから落下するも難を逃れ、さらに落ちた場所が葬式を行っていた教会であったことから、ルパンはナビコフに殺害が成功したと思い込ませるため、棺の中に収められていた男の遺体を自分そっくりに変装させることでこれを成功させた。しかし、事情を知らない次元、五ェ門、不二子等はショックで放心状態となり、銭形も警察を退職しようと辞表を書く事態にまでなった。一方、ルパンは神父に変装して自分の葬儀を執り行った後、ナビコフの罠にかかってピンチに陥った次元たちを救い、真相を明かした。
『TV第4シリーズ』では、銭形に逮捕され、全面鋼鉄の牢獄の中で死んだように見せかけ、牢獄を開けさせるために監禁中に銭形から提供された料理を絵の材料にし、餓死している自分を描くことで銭形の目を欺き、脱獄に成功している。

### 犯行
高価な宝をコレクションにすることよりも、鮮やかな手口で盗み出すこと自体に生き甲斐を感じており、トイレットペーパーをターゲットにしたこともある。そのため宝に対する執着は低く、TVシリーズでは盗み出した後に自らのミスや不慮の事故で宝を紛失してしまう、もしくは不二子に隙を突かれて宝を横取りされてしまうケースが多かった。ゲーム『コロンブスの遺産は朱に染まる』でも子供の夢を壊さないため、「おもちゃは絶対盗まない」と語っている。TVスペシャルの『燃えよ斬鉄剣』でもUFOキャッチャーで自分を模したぬいぐるみを盗まず、3000円も取り損ねながらも自力で取ろうとした。近年のTVスペシャルでは、盗んだ宝を本来の持ち主に返却することや、ルパンが信頼した人物に譲渡する描写が多い。また社会的不安や混乱を引き起こす可能性のある宝に関しては、自らの手で闇に葬ることがある。また『ルパン三世VS名探偵コナン THE MOVIE』では商売敵の怪盗キッドに、不二子に頼まれてやったとはいえ、キッドの名を騙ったことの仕返しで、盗もうとしていたお宝を横取りされた挙句、犯行をなすり付けられたこともある。そんなルパンのキャッチフレーズは、「飛ぶ鳥の如く獲物を襲い、風の如く消え去る」。
泥棒行為を行う対象は、単なる現金よりも、由緒ある宝石、財宝または美術品などであることが多く、それらを厳しい警備等の困難な状況下で鮮やかに盗み出す過程が、物語の縦糸としての筋立てになることが多い。また芸術品に対する審美眼や贋作を見抜く知識はかなりのものである。なお、『TV第2シリーズ』第56話では、ルパンがこれまで盗んだ財宝の総額を、白波五人衆の首領・駄目ェ門が「今や大金持ちと言われるのはロックフェラーやロスチャイルドではなくルパンだ」と試算している。

### 身体能力
身体は長身痩躯かつ軟体。がに股歩きが特徴。身体の柔らかさを生かした縄抜けが大の得意で（その応用が後述の「ルパンダイブ」である）、足で頭がかけるほど両手足の関節も器用。スポーツについてもラグビーや、アメフト、ボクシング、クレー射撃、社交ダンスなど何でもこなし、また足も早い。ジャンプ力も非常に高く、約10メートル以上も上にジャンプすることができる。
射撃能力についてはあまり語られないが、自分の真後ろにいる相手に見もせずに命中させることができるなど、次元や銭形に匹敵する実力を持つ。『PARTIII』第7話「死神ガーブと呼ばれた男」では、次元が敵に向かって撃った弾丸を、自分が撃った弾丸で跳ね返し、敵を撃破するという離れ技をやっている。自動車を始め、バイク、航空機、船舶等、あらゆる乗り物の操縦をこなせる程の高い運転技術を持っている。特に自動車の運転はずば抜けており、『TV第1シリーズ』第1話『ルパンは燃えているか...?!』では国際A級ライセンスを持っていることが明らかになっている。F1モナコグランプリへのスポット参戦はもとより、TVスペシャル『EPISODE:0 ファーストコンタクト』『お宝返却大作戦!!』、劇場版『カリオストロの城』などで卓越したドライブテクニックを披露している。また、コンピュータやメカニックを初め様々な分野についての知識も高い描写があり、先述の『ルパンは燃えているか...?!』では、フォーミュラカーのエンジン音だけで製品を見分ける描写も登場する。
細さとは裏腹に腕力強く体術面でも五ェ門や銭形に匹敵する実力を持ち素手で相手を倒す場面も多い。TVスペシャル『アルカトラズコネクション』『1$マネーウォーズ』では、真後ろから自分に飛来する銃弾を避けるという離れ業もやってのけている。
老若男女を問わず変装でき、声色も使い分けられる。『1$マネーウォーズ』では、自らの変装の腕前をハリウッドの特殊メイクアーティストばりと自画自賛する描写もある。ただしTVスペシャル『ルパン三世VS名探偵コナン』で毛利小五郎に変装した際、江戸川コナンの変声機の声に合わせて推理を披露しようとしたものの、奇妙な身振り手振りを見せる、コナンの推理を先読みして勝手に自分でしゃべる、銭形を「とっつぁん」と呼ぶ、毛利蘭と瓜二つのミラ王女を間違える、小五郎と蘭が親子であることを把握していない、小五郎が知らないはずのサクラ女王の過去を話そうとするなど単純なミスを連発し、銭形にあっさり見破られてしまった。

### 学歴・思想
原作第46話では、過去に東西京北大学 へ入学していたという経歴があるが、卒業か中退かは描かれていない。大学では電子医学部に籍を置き、サークル「義賊部」を設立、処女非処女を見分ける識別薬を研究した。服装は角帽に学生服のバンカラ派であった。他の学生の裏口入学を暴くなど正義感の強い一面もあるが、無許可で教室をディスコにして退学になりかけるなど、型破りな性格が騒動の原因になることもあった。この話では銭形が同じ大学の3年先輩で不二子が同じ学部という設定である。アニメ版では学歴に関する言及はない。
ドラマCDでは自身を「今必死で"不良中年"やってる」「将来は"不良老年"になりたい」と語っている。
アニメ版では宮崎駿の作風で人助けをすることが多くなったが、原作者のモンキー・パンチは、「ルパン三世は義賊ではない」としており、ルパンが義賊と呼ばれて露骨に嫌がるエピソードを描いている。山田康雄も「ルパンは正義の味方ではない、義賊ではないところが魅力」と語り、栗田貫一も「ルパンと次元は泥棒と人殺し（ガンマン）。いい人同士でコンビを組んでいる訳ではない」「悪者同士がたまたま人を助けて、いい人扱いされているだけ」と語っている。

### 女性との関わり
女性には「女好き」という性格故に、滅法甘く弱い。しかし時にはその性格が心を閉ざしていた女性の心を氷解させる魅力にもなる。『TV第4シリーズ』第10話では、不二子とレベッカがルパンを巡って勝負をするのだが、最終的に、双方共に傷つけないために、あえて二人からふられてしまうこともある。
普段は不二子に夢中であり、彼女にだまされて盗みを働くことが非常に多い。ただし場合によっては不二子の願いでも拒絶することがあり、特に善人から物を盗む行為は不二子が色仕掛けで迫ってきたとしても断固として拒否している。上記の通り、宝を盗んだものの不二子に隙を突かれて横取りされてしまう、あるいは宝石や金品が目当てで不二子がゲストキャラクターと手を組みルパン一味を敵に回すこともしばしばである。そのため次元や五ェ門が不二子を悪く言うことも多いが、ルパン本人は「不二子はそんな女じゃない」と彼女に対する態度が変わる機会は少ない。しかし、基本的には不二子に冷遇な態度の方が多い。また「不二子を信用するなんて、どじな野郎だ」「女と金はな、この手に抱くまで信じちゃいけねえ」などと不二子との関係をわきまえているつもりのようだが、実際には不二子やその他の美女に騙されるケースが非常に多い 。それでも、不二子に冷たい態度をとることの方が圧倒的に多く、次元や五ェ門の救出を優先する場合が多い。
上にも挙げた通り決して「女に甘い」と断定できない部分もある。実際に自身を逮捕しに現われた女警察官や、殺しにきた女殺し屋からの攻撃や策謀からことごとく回避したり、不二子を出し抜くこともあるため、実際の不二子を含む女に対する警戒心はむしろ「強い」と見ることもできる。実際に、『TV第2シリーズ』第112話「五右ヱ門危機一髪」では、不二子に変装して自身の命を狙おうとした女殺し屋ローズの攻撃をあっさりと避けて正体をすぐ見破ったうえ、彼女の髪飾りに発信機を仕掛けたことでアジトの場所を突き止めている。また、『TV第4シリーズ』第22話では、ヒロインがウソ泣きをしていることを見抜き、「俺は女の涙には弱いが、嘘泣きじゃあ効果はゼロだ」と言っている。他にもTVスペシャル『天使の策略 〜夢のカケラは殺しの香り〜』でオリジナルメタルを聞き出して毒殺しようとするソフィーの企みに気付き、超吸収スポンジを口の中に入れて自白した振りをしたり、『燃えよ斬鉄剣』では桔梗の不審な動きに誰よりも早く気付き、彼女が全ての元凶なのも見抜いた。
女性は滅多なことでは殺さない主義ではあるが、成り行きで殺してしまった例も存在する。
- 『TV第2シリーズ』第49話「可愛い女には毒がある」では、愛しながらも自分をだました挙句に、自分が手に入れたお宝を独り占めしようとした女性ザクリーヌを、不本意ながらも殺害した。ルパンは、「自首するか、二度と人前に姿を見せないか、どちらかを選べ」と選択の余地を与えたが、ザクリーヌは不意を突いてルパンを射殺しようとしたため、やむなく自ら手を下して殺害。ルパンは、やり切れない思いを感じながらその場を後にした。
- 同じく『TV第2シリーズ』の第62話「ルパンを呼ぶ悪魔の鐘の音」では、洗脳で従順な兵士を作り上げる実験のために、村人、次元、五右ェ門を洗脳したシスターのラビーナを事実上殺害した[注 40]。
- TVスペシャル『天使の策略 〜夢のカケラは殺しの香り〜』では、ルパンをだまし討ちにしようとした黒幕のスパイダー・エミリーを射殺している。仲間であったソフィーを射殺し、部下として気にかけていた銭形の信頼を踏み躙るなどしたため、彼女に対し憎悪にも似た感情を抱いていたが、ルパンは「俺の気が変わらないうちに消えろ」と一度は情けをかける。しかし、エミリーはその情けまでも踏み躙ってルパンを撃とうとしたため、やむなく射殺した。殺害自体はルパンにとって本意ではなかったため、「言っただろ、気が変わらないうちに消えろって…」とやり切れない表情を浮かべながら呟いていた。

不二子以外に可憐な女性が登場すると、不二子のことは全くと言って良いほど眼中にない状態になる。そのためか、劇場版『カリオストロの城』で不二子がヒロインのクラリスに対し、一時は「恋人だったこともあった」と話しながらも、彼女に「生まれながらの女たらしだから気を付けて」ということを話している。その不二子には「無教養」と馬鹿にされがちだが、逆にルパンたちが不二子を出し抜いていることも多い。
相手の女性から愛されるケースはあまり多くないが、劇場版『カリオストロの城』のクラリスや『くたばれ!ノストラダムス』のジュリア、TVスペシャル『セブンデイズ・ラプソディ』のミシェルや『血の刻印』の麻紀など、年下の少女からは憧れや好意を持たれることが多い。またTVスペシャル『1$マネーウォーズ』のシンシアや『天使の策略 〜夢のカケラは殺しの香り〜』のポイズン・ソフィーのように逆に自分の命を狙おうとした悪役から本当に惚れられてしまったり、特別な感情を持たれることも多い。
『TV第4シリーズ』では、レベッカ・ロッセリーニの宝に近づくために第1話で挙式を行うが、レベッカはルパンの意図を察しつつ敢えて求婚に応じ、ルパンがお宝奪取を実行した際は出し抜こうとした。その一件以後は離婚調停中となるが、終盤で実はレベッカが婚姻届を提出していなかったため、法的にはそもそも婚姻が成立していなかったことが明らかになる。最終的には、レベッカにミセスルパンの名をあげる代わりに婚姻届けを破棄した。

### 男性との関わり
全ての男性に対してではないにせよ特に悪党に対して冷淡な態度を取ることがあり、『ルパン三世VS名探偵コナン THE MOVIE』では、犯人を死なせないことを信条とする江戸川コナンが騒動の黒幕を助けようとした際、彼の身を案じ、「諦めろ。あれがあいつの運命だ」と止めている。しかし『イタリアン・ゲーム』では、宝を見つけてくれた借りを返すためとはいえ、黒幕の男を救っている。幼い少年に関しては『バイバイ・リバティー・危機一発!』ではマイケルと一緒にスリーメイソンの策略による世界的危機状況を救ったり、『くたばれ!ノストラダムス』ではセルジオにノストラダムス財団から逃走の際沈没させてしまった代わりの船を送ったり、『海に消えた秘宝』ではザーイに捕らわれていたテオを救出した後共にリアナを取り戻そうとしたりと、良好な関係が多く、知り合いにも男が多い為、必ずしも男に冷たいわけではない。

## プロフィール
身長：179 cm、体重：63 kg
現在の公式サイトの設定ではこのように記されており、現在のアニメではこのデータが大体の目安としての基準になるようにデザインされている。また、OVA『GREEN vs RED』にて、このデータが警察のパソコンの画面に表示される場面がある。
『PartIII』においては、ルパンがコンピューターに、自身の身長・体重を聞かれた際、167cm、52kgと返答している。この身長と体重は当時の山田康雄のプロフィールから取られている。
年齢：不詳
次元とほぼ同年齢とみられるが、作品によって年齢設定は異なっている。銭形のことを「とっつぁん」と呼ぶことから、彼よりは年下の可能性もあるが、主要人物全員が比較的若く、20代のイメージで設定されたシリーズもある。『TV第2シリーズ』では、『TV第1シリーズ』の頃の5年後という理由で、30代前後の設定である。劇場版『カリオストロの城』では、キャラクターの年齢設定が『TV第2シリーズ』よりさらに高くなっている。『PartIII』は「ルパンをおじさんにはしたくなかった」というスタッフのコンセプトで、キャラクターが若返って始まったシリーズである。TVスペシャルでは子供から「おじさん」と呼ばれてもあまり否定しなくなっており、自分を「おじさん」と称することもある。原作では、正確な生年月日は本人も「知らない」と言っている。なお、初代アルセーヌは1874年生まれであり、かつ窃盗犯として現役だったのは1900年から1910年にかけてである。TVスペシャル『ルパン三世VS名探偵コナン』では、20年以上前の結婚前のサクラ女王と出会っているので、当時20歳代としても現在は40歳代になる。『TV第4シリーズ』では20代後半〜30代前半と再度若返って設定されている。
国籍：不明、出自は日仏混血
ルパン自身は「俺は自分のことを日本人であると思ったことはない」という趣旨の台詞があるが、アニメでは、銭形がルパンのことを日本人であると話している描写が複数ある。また、ルパン自ら「日仏友好の生き証人」と語る時もあり、日仏混血を示されることが多い。『TV第1シリーズ』第13話「タイムマシンに気をつけろ!」 では、ルパン一世の段階で日仏系となっているが、これは魔毛狂介を嵌める罠の一環としてルパンが語った虚偽である。『TV第1シリーズ』後半の演出に携わった宮崎駿が、「ルパンは（『TV第1シリーズ』前半は）フランスの没落貴族のイメージだったのを、常にうまい話が転がっていないか探しているイタリア貧民にした」と語ったことから、それを斟酌した一部のライターによって、『TV第1シリーズ』終了以降「ルパンにはイタリア人の血も混じっている」と書かれることもしばしばある。なおルブランの初代ルパンは作中日本の柔道技を披露しており日本と少なからず関係があった模様。
以上の設定は『TV第2シリーズ』以降においても継続されており、モナコグランプリや「ドロリンピック」に出場した際、アナウンサーに「日本からはミスター・ルパンが初参加」と呼ばれている。第118話「南十字星がダイヤに見えた」では、ルパン自身が「日仏混血ルパン三世」と言っている。10代の頃はフランスにいた模様で、第123話「泥棒はパリで」では、ルパン自身が若い頃にパリのブローニュで暮らしていたことを明かしている。『PartIII』第13話にて銭形から「このパリの田舎者め!」と言われた事もある。『ルパン三世H』第1巻では、敵であるモルガーナに、「猿顔のフランス人」と呼ばれている。
TVスペシャル『ロシアより愛をこめて』で、土木作業をしているときに「最近の日本人はこういった仕事をしない」という発言をし、それを聞いた次元から「お前は日本人の鑑だ」と言われるシーンもある。一方、OVA『GREEN vs RED』では、廃校でくつろぐルパンの「懐かしい」との発言に対して、次元からは「お前はいつから日本人になったんだ」と言われている。
出身地：不明
1999年3月1日に発行された『COMIC GON!』（ミリオン出版）のインタビューでは、「ルパンは北海道霧多布（きりたっぷ）の出身だった!」と問うインタビュアーに対し「いや、ルパンは一応、国籍不明ということになっているから」と否定をしている。しかし、2001年9月2日放送のNHK衛星第2テレビ『おーい、ニッポン 今日はとことん北海道・道東』にモンキー・パンチがゲスト出演した際、自身と同じ北海道の浜中町生まれだと発言している。
なお、TVスペシャルで放映されたルパン三世生誕40周年記念作品『ルパン三世 霧のエリューシヴ』は浜中町を舞台とした物語である。
しかし、『ルパン三世H』第2巻では、フランスのパリ出身ということになっている。
苦手なもの：銭形警部、くすぐられること、好戦的な殺し屋、タコ、高慢な金持ち、ツタンカーメンの黄金マスク関係、ロゼッタ婆さんのストリップ
特にタコは、見ただけで蕁麻疹が出てしまうほどに嫌っているという。『TV第2シリーズ』以降では蕁麻疹は出ていないものの、依然としてタコは大の苦手であるが、TVスペシャル『ハリマオの財宝を追え!!』でタコを丸飲みしているシーンがある他、『天使の策略 〜夢のカケラは殺しの香り〜』でも頭にタコが乗っているのにもかかわらず平然としているシーンがある。くすぐられるのが苦手なのは潜在意識によるものである。他にも、ロゼッタ婆さんのストリップや、エジプト考古学関連の品物 などが挙げられる。また、次元が恩人を助けて欲しいと頼んできた際には「俺は、血を見るのが好きな殺し屋とタコは大嫌いなんだ」とはっきり発言し、相棒の頼みでも殺し屋を助けることを拒絶している。なお容姿が綺麗でない女は苦手であり、ロゼッタなどの老婆にも嫌悪感を示している。
また、銭形に関しては「千人の軍人よりも銭形一人の方が厄介」と言ってはいるが、失敗してもあきらめずに何度も追ってくる唯一の相手として好意を持っており、その行動力には尊敬もしている。
余技：ルパンダイブ
ルパンの余技の一つ。女性の寝ているベッドへ向かって、跳躍しながら服をすり抜け、全裸もしくはトランクス一丁の状態で飛び込むというものである。「脱ぐ」というよりも、着衣状態のまま襟首から全身を抜くというもので、手足の拘束を簡単にすり抜けてしまうルパンの技の、ある種の究極形態といえるが、ほとんどはろくなオチにならない。演じた山田は「こんな芸ができれば一生食っていける」と評したこともある。前述の通り、テレビアニメにおいては性行為を描くことはできないが、実際はルパンがその道に長けていることをコミカルに演出したものである。
行なう際の姿勢が特徴的でもあることから、2016年にはタレントの喜屋武ちあきが自著『喜屋武ちあきのアニメヨガ』にて紹介した「立ちと動きのポーズ」の1つにこれを用いている。

## 愛用品
愛用拳銃：ワルサーP38
一般にはac41型。エンディングテーマ『ルパン三世主題歌II』の歌詞にも登場する。かつてはP38と十四年式拳銃などを組み合わせたような外観の形式不明の拳銃や、装飾入りのシルバーメタリックモデルのP38を使用していたが、後者をかつての相棒に奪われ、ac41を使用するようになった。その後も何回か壊されるなどして変わっている。本人曰く「図体だけのでくの坊よりよっぽどいい」。ただし、山上正月の描いた漫画『ルパン三世Y』では、ワルサーP38の後継銃であるワルサーP99を愛用している。
愛車
下記のように様々な車種の車に搭乗している。しかし、敵との戦いにおいて損傷、もしくは爆発炎上するなどして車が失われるケースが多かった。
メルセデス・ベンツ・SSK
パイロットフィルム、『TV第1シリーズ』などで登場。ルパンはこれにフェラーリV型12気筒エンジンを搭載し、300km/h超えを実現させている。当初、パイロットフィルムや『TV第1シリーズ』の演出を担当した大隅正秋は本家のメルセデス・ベンツ・SSKではなくレプリカモデルであったエクスカリバーをルパンの愛車にしたいと作画監督の大塚康生に提案し、大塚もそれを承諾した。しかし、排気管の数やクラムシェルフェンダー、フロントウインドウなど全体的な形状はオリジナルのメルセデス・ベンツ・SSKに近い形で描かれている。劇場版『ルパン三世 ルパンVS複製人間』、『PARTIII』の初代オープニングではドアが描かれている。『TV第1シリーズ』のオープニングや第9話でフロントのエンブレムがアップになった際にはスリーポインテッド・スターやエクスカリバーの物とは異なる十字のマークが描かれていた。ボディカラーは黄色と黒のツートンである場合がほとんどであるが、劇場版『ルパンVS複製人間』では黄色と赤、『PARTIII』のオープニングでは白、TVスペシャル『ルパン暗殺指令』のオープニングでは緑色のモデルが登場している。ゲームソフト『ルパン三世 魔術王の遺産』では光岡自動車製のキットカー「BUBUクラシックSSK」がモデルになっており、当該ソフト発売時にはオープン懸賞が当たるキャンペーンを実施していた。
フィアット・500
『TV第1シリーズ』の後半から登場したもので、作画監督（当時）の大塚康生の愛車であった1957年式のものを演出の宮崎が作品に登場させ、それ以降の作品にもたびたび登場している。作中では、現実のフィアット・500の性能としてはあり得ないほど、かなり酷使されている。劇場版『カリオストロの城』で登場したモデルは、エンジンフードの開き方がアバルトのように上に開くようになっており、スーパーチャージャーを搭載していると設定されている。『TV第1シリーズ』や『ルパン暗殺指令』では白に近い空色のボディーカラーで登場し、『カリオストロの城』・エッソとのタイアップCMや『TV第4シリーズ』などではクリームイエローの車体が登場している。OVA『GREEN VS RED』と小栗旬主演の実写版では、2007年発表の現行版が登場している。
アルファロメオ・6C1750・グランスポルト
『TV第2シリーズ』に登場。ルパンが乗っているのはアルファロメオ6C1750グランスポルトというアルファロメオ社が1930年に発売したオリジナルモデルであり、後年の復刻モデルであるアルファロメオ・グランスポルト・クアトロルオーテとも異なる。フェルディナント・ポルシェが手を入れたチューンドモデルという設定があり、本来は直列6気筒1750ccDOHCエンジンだがV型12気筒4390ccのエンジンに換装、軽合金アルミブロックキャブレターにウェーバーツインバレルを3基備えた360馬力/7500回転という高出力エンジンになっており、最高速度は320kmに到達している。作画監督として参加していた北原健雄が『TV第1シリーズ』前半に登場したSSKと似たイメージの車を『カーグラフィック』から探し出しそれを採用した。一部の映像作品ではアルファロメオのエンブレムが確認できるシーンがある。『TV第2シリーズ』初期のボディカラーは赤と紺だが第32話以降は黄色、紺となる。また話や演出によっては4シーターになる。作画におけるベンツとの見分け方は、ラジエーターグリルの形状やエンブレムの位置、テールランプの位置、ドアおよび警笛機 の有無など。劇場版『ルパン三世VS名探偵コナン THE MOVIE』では白いボディカラーで座席の後部にキャリアを装備したモデルが登場しているが、最終的に集中砲火を浴びて大破した。『TV第2シリーズ』のアイキャッチ画像ではルパンがこれに乗り損ねるというシーンで登場した。
ミニクーパー
劇場版『ルパンVS複製人間』にて登場。『TV第2シリーズ』第99話では後部にもダッシュボードを設けた車体が登場した。ハンドルを付け替えることによりバック状態での走行を可能にしている。『TV第1シリーズ』第23話では不二子が運転し、『TV第2シリーズ』第102話では次元の愛車として登場。
フォルクスワーゲン・タイプ181
『PARTIII』にて登場。
ルノー・8
『PART5』にて登場。元はアルベールのものだったが第10話より譲り受けて以降は最終話までルパン達が使用。車内にはタブレット端末が装備されている。自動運転可能な形態に改造されているようで、EpisodeⅣ序盤（第21話）で逃走する際にはルパンの遠隔操作で登場したこともあった。
アルファロメオ・1750GTヴェローチェ
劇場版『LUPIN THE IIIRD 次元大介の墓標』に登場。元々は路上駐車車両だったものを盗んで以降ヤエル奥崎の攻撃で大破しながらも最後まで使用された。
ランドローバー・シリーズ
『TV第1シリーズ』第8話、第10話、『TV第2シリーズ』第74話に登場。『TV第1シリーズ』第10話では次元も運転している。『TV第2シリーズ』のオープニング映像、第7話では不二子、第100話では次元が運転している。
シトロエン・2CV
『TV第1シリーズ』第18話、『TV第2シリーズ』第5話などに登場。第41話では不二子の愛車として登場。劇場版『カリオストロの城』では、クラリスの愛車として登場。
ジープ
『TV第2シリーズ』では最初のopと第99話に登場、『TV第1シリーズ』第3話では、不二子が運転していた。
アルピーヌ・A110
TVスペシャル『炎の記憶〜TOKYO CRISIS〜』に登場しているが、こちらでは高速道路でのカーチェイスで大破して以降はガレージに置かれっぱなしにさせられた末に焼失させられている。『TV第1シリーズ』第1話、第5話では不二子が運転している。
スバル・360
TVスペシャル『1$マネーウォーズ』、『ルパン三世VS名探偵コナン』に登場。『1$マネーウォーズ』で登場した車体は翼が装備されており、グライダーのように滑空が可能であった。
ACコブラ
TVスペシャル『EPISODE:0 ファーストコンタクト』に登場。自爆装置が設置されており、中盤ルパンがリモコンで爆破している。
トヨタ・セリカ
いわゆる"ダルマセリカ"、グリーン。『2015年TVシリーズ』第21話、『PART5』第12話に登場。
服装
ジャケットはサヴィル・ロウ街のヘンリー・プール製。メインの赤、緑、ピンク、青の他にも白、黒、オレンジ、深緑等多くのジャケットを所有している。Yシャツはパリのシャルベ製で変装用も含め1000枚ほどストックされている。小栗旬主演の実写版では、ジャケットの色は基本的には赤だがラストシーンのみ緑で、いずれもアニメよりも色調を落としたダークトーンになっている。ネクタイはカンタス・マーラ製で48万円。
愛用タバコ：ジタン・カポラル、ケンタルト（原作「シャモ狩り」初出版）
原作で「日本では出回っていないタバコで、ルパンしか吸わないもの」と銭形が話しており、これを元にスタッフが、当時、日本に輸入されていなかったフランスタバコの中からジタンを選んだ。ただし、アニメにおいてジタンそのものを取り出す描写は『峰不二子という女』まで存在しなかった。ちなみに劇場版『DEAD OR ALIVE』ではキャビム（CABIM）なるタバコを吸っているシーンが登場していた。ジタンは日本市場でも販売されていたが、2023年をもって販売が終了した。
以上の設定は、アニメ製作者のおおすみ正秋、大塚らによるものである。実在の製品やブランドをアニメ作品の小道具として設定することは当時としては非常に珍しく、同時期に流行していた007シリーズにおいて、作者のイアン・フレミングが「作品中に登場するすべての物は、公然、非公然の市場において実際に出回っているものだ」としたのに影響を受けたもので、「この映画にはただの自動車などは一台も登場しません。“自動車”などというものは存在しないからです。存在するのはポルシェ911S……ミニクーパーSといった具体的な車種のはず」と企画書に明記されている。

## 補足
当初、ルパンは連載開始当時に人気だったビートルズにあやかって長髪になる予定だったが、連載の締め切りに間に合わせるため修正液で短髪に直しており、「長髪だと1コマ5分くらいかかっていたものが短髪なら30秒で描ける」ようになり、20ページの原稿だと約1時間短縮になった。
パイロット版の紹介コメントには「クールタッチのゲバルト」とあり、頓挫した映画の企画書には「全学連に参加していた」らしい記述があるが、これらの設定は『TV第1シリーズ』スタートの時点でリセットされている。
国際指名手配犯であるにもかかわらず、多くの場合実名でホテルなどに宿泊している。また、基本的に無銭飲食などの軽犯罪は起こさないなど、自分が使った金銭に対する払いは良い。
原作『新ルパン三世』のサンフランシスコ編にて、ジョン・スターモー警部に左目を潰されるが、その後透視眼（X線投射・受光部）を移植している。作品によっては死んだりするが、天国でお払い箱になって生き返る場合がある。

## 配役

### メイン
初代
- 山田康雄
  - TVシリーズ（第1シリーズ - 第2シリーズ - 第3シリーズ）
  - TVスペシャルシリーズ（第1作『ルパン三世 バイバイ・リバティー・危機一発!』 - 第6作『ルパン三世 燃えよ斬鉄剣』）
  - 劇場版シリーズ（第1作『ルパン三世 ルパンVS複製人間』 - 第3作『ルパン三世 バビロンの黄金伝説』）

:
二代目
- 栗田貫一
  - TVシリーズ（LUPIN the Third -峰不二子という女- - 第4シリーズ - 第5シリーズ - 第6シリーズ）
  - TVスペシャルシリーズ（第7作ルパン三世 ハリマオの財宝を追え!!』 - ）
  - 劇場版
    - シリーズ（第5作『ルパン三世 くたばれ!ノストラダムス』 - 第10作『ルパン三世 THE FIRST』）
    - 番外編『ルパン三世VS名探偵コナン THE MOVIE』

  - OVAシリーズ（第2作『ルパン三世 生きていた魔術師』、第3作『ルパン三世 GREEN vs RED』）

納谷悟朗によれば栗田以外には山田と同じ劇団所属の安原義人も候補に挙がっていた。

### その他の声優
野沢那智
パイロットフィルム（シネマスコープ版）
広川太一郎
パイロットフィルム（TV版）
古川登志夫
OVA、劇場版シリーズ（第1作、第4作『ルパン三世 風魔一族の陰謀』）
難波圭一
『ルパン三世 D2 MANGA』
西村知道
『新ルパン三世紙芝居 付属ソノシート』
FROGMAN
OVA『ルパンしゃんしぇい』
畠中祐
Webアニメ『LUPIN ZERO』

### 俳優
目黒祐樹
実写映画『ルパン三世 念力珍作戦』
ルー大柴
ミュージカル『ルパン三世 I'm LUPIN』
小栗旬
実写映画『ルパン三世』
早霧せいな
ミュージカル『ルパン三世 -王妃の首飾りを追え!-』
片岡愛之助
新作歌舞伎『流白浪燦星』(ルパン三世)

### 英語吹替版
名無し
全日空機内上映版 - 『ルパンVS複製人間』
ボブ・バーゲン
ストリームライン・ピクチャーズ版 - 『ルパン三世 ルパンVS複製人間』、『ルパン三世 カリオストロの城』、『ルパン三世 (TV第2シリーズ)』
トニー・オリバー
パイオニア版 - 『ルパン三世 (TV第2シリーズ)』、『ルパン三世 ルパンVS複製人間』、『ルパン三世 カリオストロの城』、『ルパン三世 魔術王の遺産』
デヴィッド・ヘイター
マンガ・エンターテイメント版 - 『ルパン三世 カリオストロの城』
ウィリアム・ダブリズ
マンガ・エンターテイメントUK版 - 『ルパン三世 ルパンVS複製人間』、『ルパン三世 バイバイ・リバティー・危機一発!』
ロビン・ロバートソン
アニメイゴ版 - 『ルパン三世 バビロンの黄金伝説』、『ルパン三世 風魔一族の陰謀』
ソニー・ストレイト
ファニメーション版 - 『ルパン三世 くたばれ!ノストラダムス』、『ルパン三世 DEAD OR ALIVE』、『ルパン三世 ルパン暗殺指令』 - 『ルパン三世 1$マネーウォーズ』、『LUPIN the Third -峰不二子という女-』
キース・シルバースタイン
『LUPIN THE IIIRD 次元大介の墓標』